# ريبيكا إيتون
ريبيكا إيتون (بالإنجليزية: Rebecca Eaton)‏ هي مخرجة منفذة ومنتجة تلفزيونية أمريكية، ولدت في 7 نوفمبر 1947 في بوسطن في الولايات المتحدة.

## وصلات خارجية
- ريبيكا إيتون على موقع IMDb (الإنجليزية)
- ريبيكا إيتون على موقع قاعدة بيانات الفيلم (الإنجليزية)